# José Gomes Pinheiro Machado
José Gomes Pinheiro Machado (Cruz Alta, 8 de mayo de 1851 — Río de Janeiro, 8 de septiembre de 1915) fue un político brasileño, habiendo sido uno de los más influyentes del periodo conocido como la República Velha (1889-1930). Era conocido como "el condestable de la República" y era un símbolo de la "política de los gobernadores".

## Formación
Hijo de Antônio Gomes Pinheiro Machado y de Maria Manoela de Oliveira Ayres, Pinheiro Machado estudió en la Escuela Militar y a los quince años abandonó los estudios para combatir, como voluntario y contra la voluntad de su padre, en la Guerra de la Triple Alianza. Abandonó el Ejército Brasileño en 1868 y pasó algún tiempo en la hacienda de su padre, en Río Grande del Sur, recuperándose del esfuerzo físico sufrido en la batalla.
Después de este período, viajó a São Paulo donde se graduó en 1878 en la Facultad de Derecho del Largo de São Francisco.

## Propaganda republicana
Mientras todavía era estudiante, formó con algunos compañeros el Club Republicano Académico y fundó el periódico "La República". Luego de sus estudios, se casó en São Paulo con Benedita Brazilina da Silva Moniz y regresó a Río Grande del Sur donde empezó a ejercer la abogacía en la ciudad de 
São Luís das Missões, actual São Luiz Gonzaga, donde también fundó el primer partido republicano de aquella provincia. 
Ardoroso defensor del establecimiento de una república en el Brasil, se lanzó a hacer propaganda con republicanos como Venâncio Aires, Demétrio Ribeiro, Apolinário Porto Alegre, Ramiro Barcelos, Joaquim Francisco de Assis Brasil y Júlio Prates de Castilhos, de quien se hizo amigo.

## Política

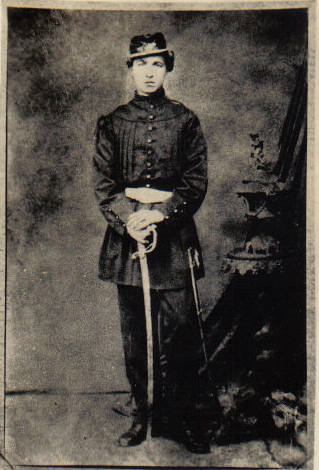
Pinheiro Machado a los 15 años, en el Corpo de Voluntários da Pátria.

Poco después de la proclamación de la república brasileña, fue elegido senador y luego participó en la asamblea constituyente de 1891, en Río de Janeiro. Con el estallido de la revolución federalista (1893-1895) en su estado natal, en 1893, dejó su escaño en el senado para combatir el movimiento armado al mando de la División del Norte que él mismo había organizado. Su licencia para comandar esta división fue objeto de cierta polémica en el Senado pero al final se le concedió el permiso, recordando que ya tenía experiencia de combate en la Guerra de la Triple Alianza..
Derrotó a los revolucionarios comandados por Gumercindo Saraiva en la Batalla de Passo Fundo (1894), lo que le valió el grado de general de brigada honorario. Luego regresó al Senado, donde permaneció hasta su muerte.
En 1897 fue acusado de ordenar -en connivencia con Francisco Glicério y otros políticos- el atentado contra el entonces presidente Prudente de Morais en la entrada del Arsenal de la Marina, en el que murió el general Carlos Machado de Bittencourt. La acusación le costó unos días de prisión, pero ante la falta de pruebas, fue puesto en libertad.
Los partidos de la Vieja República se formaron a nivel regional, como el Partido Republicano Paulista, el Partido Republicano Riograndense y otros. Pinheiro Machado, con su amplia visión política, se adelantó a su tiempo al fundar un partido político nacional, el Partido Republicano Conservador - PRC.
En 1902 se convirtió en vicepresidente del Senado, donde asumió el control de la Comisión de Verificación de Poderes, cuya función era definir qué candidatos elegidos por votación podían asumir el cargo y el poder de juzgar la regularidad y legalidad de las elecciones, hoy competencia de la justicia electoral.
Pinheiro Machado alcanzó su máxima influencia cuando Nilo Peçanha asumió la presidencia de la República tras la muerte de Afonso Pena en 1909. Apoyó la candidatura del Mariscal Hermes da Fonseca en oposición a Rui Barbosa, apoyado por los estados de São Paulo y Bahía. El resultado de las elecciones fue de 403.800 votos para Hermes frente a 222.800 para Rui. En aquella época, era normal que un candidato de la oposición recibiera entre 20.000 y 30.000 votos. Durante el mandato de Hermes, el poder de Pinheiro Machado llegó a su cúspide, donde desempeñó un papel predominante en la "Política das Salvações", movimiento que pretendía apaciguar las disputas entre las oligarquías regionales. Un chiste publicado por la revista "O Gato" en 1913 resumía bien el poder de Pinheiro Machado. Según el chiste, el día en que abandonó el Palacio de Catete, Hermes da Fonseca habría dicho a Venceslau Brás, su sucesor en la presidencia de la república: "Mira Venceslau, Pinheiro es tan buen amigo que hasta gobierna para nosotros.".
Pretendió presentarse a las elecciones presidenciales de 1914, pero sus adversarios se lo impidieron. Volvió entonces a los bastidores desde donde pretendió seguir manipulando a distancia los juegos parlamentarios y la política estatal. Tenía un inmenso prestigio en Río Grande del Sur y el nordeste, pero ya contaba con un gran número de adversarios en otras regiones. En enero de 1915, se enfrentó al clamor de las calles de la Capital Federal cuando fue aplaudido por los partidarios de Nilo Peçanha, cuya elección a la presidencia del estado de Río de Janeiro casi había sido impedida por los deseos de Pinheiro Machado. Miles de «nilistas» pedían su cabeza. Meses después, cuando impuso el nombre de Hermes da Fonseca como senador por Rio Grande do Sul, estuvo a punto de ser linchado por una turba feroz que lo esperaba en la puerta del Senado. Fue en esa ocasión que Pinheiro Machado dijo una de sus más célebres frases, al ordenar al cochero que se parara en el puerta del Palacio del Conde dos Arcos y preguntara cómo deberían salir de ahí: "Ni tan despacio que parezca afrenta ni tan apurado que parezca miedo"

## Asesinato

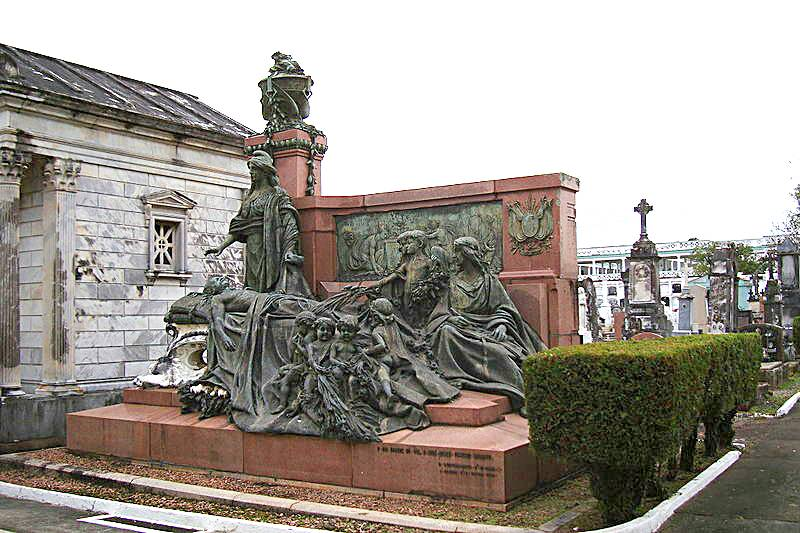
Tumba de Pinheiro Machado en el cementerio de la Santa Casa de Misericórdia de Porto Alegre.

Pinheiro Machado fue asesinado de una puñalada en la espalda por Manso de Paiva, a las 16h30 del 8 de septiembre de 1915. El senador fue atacado en el zaguán del Hotel dos Estrangeiros, en Flamengo, donde visitaría a Rubião Júnior, político del Partido Republicano Paulista. Venía del Senado y estaba en compañía de los diputados federales paulistas Cardoso de Almeida y Bueno de Andrade. Sus últimas palabras habrían sido: "¡Ah, canalla! ¡Me apuñalaron!". Manso de Paiva entregó el puñal manchado de sangre a Cardoso de Almeida y esperó cno calmla que la policía llegase al hotel para prenderlo. Por el resto de su vida, Manso de Paiva insistiría que actuó por cuenta propia.
Meses antes, Pinheiro Machado previó su propia muerte en una entrevista con el periodista João do Rio: "Muero en la lucha. Me matan por la espalda, son unos "piernas finas2. Pena que no sea en el Senado, como César...".
El crimen generó una enorme conmoción nacional. Con su muerte, el Partido Republicano Conservador, del cual era presidente, prácticamente desapareció.
Galdino Siqueira fue el Procurador Público del caso.

## Vida personal
José Gomes Pinheiro Machado estuvo casado con Benedita Brazilina Pinheiro Machado, más conocida como "Doña Nha-Nhã", desde el 5 de agosto de 1876. En Río de Janeiro, la pareja vivía en una de las más bellas y famosas residencias de la entonces Capital Federal, el Palacete del Morro da Graça, en Laranjeiras, comprado en 1897 y que aún existe hoy en día.